# Risdeárd mac Thomas Bourke
Risdeárd mac Thomas Bourke ou Ricard Bourke  (mort en 1473) est le 6e seigneur de Mayo de 1460 à 1469

## Origine
Risdeárd Bourke, est le 5e fils  Sir Thomas Bourke (†  1402) fils de Edmund Albanach de Burgh fils de William Liath de Burgh

## Biographie
Risdeárd  Bourke, c'est-à-dire Richard est élu Mac William Íochtar  ou Mac William Eighter c'est-à-dire Chef des Bourke du Haut/Nord ou de Mayo en 1460 après son frère Tomás Óg Bourke.
Risdeárd (Richard), fils de Thomas Burke, renonce à la seigneurie et entre dans la vie religieuse. Son neveu Ricard Bourke, fils d' Edmund Burke, qui dirigeait de facto la seigneurie pour lui  est nommé à sa place. Mac William Burke (c'est-à-dire Risdeárd ) meurt quelque temps après avoir renoncé à sa seigneurie pour le service de Dieu ,

## Sources
- (en) T.W Moody, F.X. Martin, F.J. Byrne A New History of Ireland , Volume IX Maps, Genealogies, Lists. A companion to Irish History part II . Oxford University Press réédition 2011  (ISBN 9780199593064).
- (en)  Martin J. Black Journal of the Galway Archeological and Historical Society Vol VII n°1 « Notes on the Persons Named in the Obituary Book of the Franciscan Abbey at Galway » 1-28.